# Cyklohexan
Cyklohexan er en cykloalkan med formlen C6H12. Cyklohexan bruges som et upolært opløsningsmiddel i den kemiske industri, også som et råmateriale til industriel produktion af adipinsyre samt caprolactam. De er begge mellemprodukter der anvendes til produktion af nylon. I industriel skala er cyklohexan fremstillet ved reaktioner med benzen og brint.
På grund af sin unikke kemiske og konformationelle egenskaber, anvendes cyklohexan også i laboratorier; både til analyser og som en standard.

## Kemisk opbygning
De 6 spidser i ringen er ikke i overensstemmelse med formen af en perfekt sekskant. Konformationen af en flad 2D-planar sekskant har en stor vinkel-stamme grundet bindingerne ikke er 109.5 grader; deformationen vil reduceres betydeligt af de "formørkede" bindinger. Derfor, at reducere deformationen kræver at cyklohexan opbygger en tre-dimensionel struktur kendt som stolkonformationen. Den nye konformation ændrer karbon-atomerne til en vinkel på 109.5°.  Halvdelen af brintatomerne ligger i form af ringen (ækvatorial), mens den anden halvdel er vinkelret (aksial) på ringen. Denne opbygning giver mulighed for den mest stabile struktur af cyklohexan. En anden konformation af cyklohexan findes også, kendt som bådkonformationen, men minder stadig om den meget stabile stolkonformation. Hvis cyklohexan er mono-erstattet med et kraftigt erstatningsprodukt, så vil stoffet sandsynligvis blive fundet fastgjort i den ækvatoriale position, da dette er en lidt mere stabil kemisk opbygning.
Cyklohexan har den laveste vinkel og deformation af alle cykloalkaner, som et resultat af at cyklohexan har fået et 0 i total ring-belastning, der er en kombination af både vinkel og deformation. Dette gør cyklohexan til den mest stabile af alle cykloalkaner, og vil derfor producere den mindste mængde varme (pr. CH2 enhed) når det brændes i forhold til andre cykloalkaner.

## Reaktioner
Cyklohexan er i sig selv temmelig ureaktivt og er en upolær hydrofob kulbrinte. Det kan reagere med meget stærke syrer, såsom supersyre-systemet HF + SbF5, der vil forårsage tvunget protonation og "kulbrinte-sprængning". Erstattet cyklohexan kan dog være reaktivt under en række betingelser, hvoraf mange er vigtige for organisk kemi. Cyklohexan er i øvrigt meget brandfarligt, og flammepunktet er helt nede på -20 °C.

## Derivater
Den særlige orden af funktionelle grupper i cyklohexan-derivater, og faktisk i de fleste cykloalkan-molekyler er yderst vigtige i kemiske reaktioner, især når reaktionerne involverer nukleofiler. Erstatningsprodukter i ringen skal være i den aksiale placering, hvis den skal kunne reagere med andre molekyler. For eksempel vil reaktionen fra bromcyklohexan og en fælles nukleofil, en hydroxidanion (OH-), resultere i cyklohexen:
C6H11Br + OH− → C6H10 + H2O + Br−
Denne reaktion, almindeligvis kendt som eliminations-reaktion eller dehalogenation (specifikt E2), kræver at hvis brom er erstatningsproduktet, så skal atomerne være i aksial formation, der modsætter sig et andet aksialt brintatom til at reagere. Hvis det antages at bromcyklohexan var i den rette formation til at reagere, så E2-reaktionen ville begynde sådan:
1. Elektronpar-bindingen mellem C-Br flytter til Br, danner Br- og fastsætter det frie område af cyklohexan.
2. Nukleofilen (-OH) giver et elektronpar til det tilstødende aksiale H-atom, sætter så H fri, som binder sig fast for at skabe H2O
3. Elektronenpar-bindingen mellem det tilstødende aksiale H-atom flytter til bindingen mellem de to C-C, og danner bindingen C=C

Bemærk: Alle tre trin sker samtidigt, karakteristisk for alle E2-reaktioner.
Reaktionerne ovenfor vil generere de fleste E2-reaktioner, og som følge produktet vil det meste (~70%) blive cyklohexen. Men andelen varierer med "betingelser", og generelt, de to forskellige reaktioner (E2 og SN2) konkurrerer. I ovenstående reaktion, ville en SN2-reaktion erstatte brom med en hydroxyl(OH-)-gruppe i stedet, men endnu en gang skal Br være i aksial position, hvis den skal kunne reagere. Når SN2-substitutionen er færdig, vil den nyligt erstattede OH-gruppe vende tilbage til den mere stabile ækvatoriale position hurtigt (~1 millisekund).

## Anvendelse
Kommercielt er det meste af cyklohexan produceret ved en cyklohexanon-cyklohexanol-blanding (eller "KA-olie") ved katalytisk oxidation. KA-olie bruges derefter som råvare til adipinsyre og caprolactam. Praktisk, hvis der er mere cyklohexanol end der er cyklohexanon i KA-olien, er det mere sandsynligt (økonomisk) at det bliver konverteret til adipinsyre, og ved det omvendte tilfælde bliver caprolactam-produktionen mere sandsynlig. Sådanne forhold i KA-olie kan kontrolleres ved at vælge passende oxidationskatalysatorer. Nogle stoffer der er produceret af cyklohexan, anvendes som et organisk opløsningsmiddel.
Selv om at man allerede kender meget til cykliske kulbrinter, bliver der stadig forsket om cyklohexan og benzen-blandinger og cyklohexan i fast form, samt at bestemme hydrogen-udbyttet, når blandingen strålebehandles nede på en temperatur af -195 °C.
Cyklohexan bruges også til kalibrering af dynamiske differenskalorimetri(DSC)-instrumenter, på grund af en bekvem krystal-krystal overgang helt nede på en temperatur af -87,1 °C. 

## Sikkerhed
Cyklohexan er meget brandfarligt og dampene kan fjernantændes. Dampene danner eksplosive blandinger med luft, men i lukkede rum kan man let overskride antændelsesgrænsen. Ved stoffets forhold til vand er væsken er uopløselig og flyder derfor ovenpå. Stoffet er miljøfarligt, især over for vandmiljøet og kan nemt ophobes i miljøet. Væsken opløser fedtbelægninger og angriber visse kunststoffer samt materialer af gummi, der indgår i f.eks. pakninger. Cyklohexan kan være evt. forurenet med benzen.

### Symptomer
Cyklohexan virker affedtende samt berusende og evt. bedøvende. Det farlige niveau i luft (gældende for helbredet) er på 1.300 ppm. Ved udsættelser for 300 ppm eller mere forekommer irritation af slimhinder, hovedpine, svimmelhed og træthed. Ildebefindende og opkastning kan i nogen tilfælde også opstå. Ved kraftigere udsættelser kan krampe og bevidstløshed forekomme.
Stoffet irriterer samt affedter huden, giver rødme og slår revner. Ved øjnene forekommer irritation, svie og tåredannelse. Hvis man har indtaget stoffet opstår symptomer som kvalme, svimmelhed og træthed, opkastning og diarré. Eventuelt kan et ildebefindende forekomme, samt bevidstløshed og krampe. Hvis væsken kommer galt i halsen, opstår der dermed symptomer som hoste, åndedrætsbesvær og senere feber.

## Historie
I modsætningsforbindelser som benzen, kan cyklohexan ikke have let ved at være fremstillet af naturlige ressourcer som kul. Mod slutningen af det nittende århundrede måtte kemiefterforskere og professorer være afhængige af den organiske syntese. Det tog dem 30 år at få detaljerne.  I 1867 reducerede Marcellin Berthelot benzen med hydrogeniodid ved høje temperaturer. Fejlagtigt identificerede han et reaktionsprodukt som n-hexan, ikke kun på grund af den nemme mulighed i kogepunktet (69 °C), men også fordi han ikke mente, at benzen var et cyklisk molekyle (som August Kekule), men snarere en slags forening af acetylen. I 1870 havde en af sine skeptikere Adolf von Baeyer gentaget denne reaktion, og brugte de samme reaktionsprodukter, som hexahydrobenzen og i 1890 troede Vladimir Markovnikov at han var i stand til at destillere det samme stof fra Kaukasus råolie, og her ringer hans forkerte historie om hexanaften.
I 1894 syntetiserede Baeyer cyklohexan, startet med en Dieckmann-kondensering af pimelisk syre efterfulgt af flere reduktioner:
og i samme år gjorde E. Haworth og W.H. Perkin Jr. (1860 – 1929) det samme i en Wurtz-reaktion med 1,6-dibromohexan.
Overraskende kogte deres cyklohexan ved lidt højere end 10 °C med enten hexahydrobenzen eller hexanaften, men denne gåde blev løst i 1895 ved Markovnikov, N.M. Kishner og Nikolay Zelinsky når de re-diagnosticerede hexahydrobenzen og hexanaften som methylcyklopentan, et resultat af en uventet omlejringsreaktion.

### På dansk
- Sikkerhedsdatablad fra Kuraray-dental (Webside ikke længere tilgængelig)
- Miljøstyrelsens Liste over Paraffiner
- Regler om farlige stoffer på Videncenter for Arbejdsmiljøs hjemmeside Arkiveret 7. september 2010 hos  Wayback Machine

### På engelsk
- International Kemi-Sikkerhedskort 0242 (engelsk)
- National Pollutant Inventory – Faktablad om cyklohexan Arkiveret 19. august 2006 hos  Wayback Machine (engelsk)
- NIOSH Lommeguide om Cyklohexans Sikkerhed (engelsk)
- Cyclohexane@3Dchem (engelsk)
- NLM-Databanken over Farlige Stoffer – Cyklohexan (engelsk)
- Methanol Opdaget i Rummet Arkiveret 9. april 2006 hos  Wayback Machine (engelsk)
- Beregning af damptryk, massefylde, dynamisk flydende viskositet og overfladespænding af cyklohexan (engelsk)